# Goed Volk
Goed Volk is een Vlaams docu/reality interview-, reis- en kookprogramma van het productiehuis Hotel Hungaria in regie van Kat Steppe met als interviewer en kok Jeroen Meus.  Meus verdiept zich in de leefwereld van een aantal minder gekende of gesloten leefgemeenschappen via de keuken, en door zich eerst te richten op vragen rond hun voedingsgewoonten. De twee seizoenen van het programma, een in 2014 en een tweede in 2017, werden uitgezonden op Eén.

## Afleveringen

### Seizoen 1
| Afl. | Datum             | Onderwerp | Kijkcijfers |
| ---- | ----------------- | --- | ----------- |
| 1.1  | 1 september 2014  | "Sumoworstelaars in Tokio", sumo-leden van de Tamanoi-stal in Tokio                                                          | 882.410     |
| 1.2  | 8 september 2014  | "Een rusthuis in Berchem", bewoners van rusthuis Sint Anna in Berchem                                                        | 913.225     |
| 1.3  | 15 september 2014 | "Cowboys in Texas", cowboys van de Tongue River Ranch in Paducah, Texas                                                      | 819.138     |
| 1.4  | 22 september 2014 | "Het koudste dorp ter wereld in Rusland", inwoners van Ojmjakon in Oost-Siberië, Rusland                                     | 963.227     |
| 1.5  | 29 september 2014 | "Een township in Zuid-Afrika", inwoners van Langa, de oudste township van Kaapstad, Zuid-Afrika, gelegen in de Kaapse Vlakte | 865.038     |
| 1.6  | 6 oktober 2014    | "Vissers in Noorwegen", vissers die stokvis bereiden, op het eiland Røst van de Lofotenarchipel                              | 925.320     |

### Seizoen 2
| Afl. | Datum         | Onderwerp                                                                                            | Kijkcijfers |
| ---- | ------------- | --- | ----------- |
| 2.1  | 28 maart 2017 | "Bordeel", prostituees op de Bella's Hacienda Ranch in Wells, Nevada                                 | 941.758     |
| 2.2  | 4 april 2017  | "Verbaeres", vier boerenzonen van de familie Verbaere in het Frans-Vlaamse Berten                    | 994.750     |
| 2.3  | 11 april 2017 | "Hutterieten", de Crystal Spring Hutterietenkolonie in Manitoba, Canada                              | 918.935     |
| 2.4  | 18 april 2017 | "Vreemdelingenlegioen", basiskamp in Castelnaudary van het Vreemdelingenlegioen van het Franse leger | 861.591     |
| 2.5  | 25 april 2017 | "Joden", chassidim in Antwerpen                                                                      | 928.207     |
| 2.6  | 2 mei 2017    | "Foula", inwoners van het eiland Foula, Schotland                                                    | 804.689     |
| 2.7  | 16 mei 2017   | "De foor", forains op de Zuidfoor van Brussel                                                        | 797.063     |
| 2.8  | 23 mei 2017   | "Boksers in Cuba", boksers in de Trejo Gym in Havana                                                 | 672.423     |

## Erkenning
Naar de 6 afleveringen van de eerste reeks keken gemiddeld 883.000 kijkers.
Goed Volk werd genomineerd voor de Prix Europa, in de categorie tv-documentaire 2015. In Vlaanderen kreeg het programma en Kat Steppe een Vlaamse Televisiester voor Beste Regie tijdens het gala van de Vlaamse Televisie Sterren 2015. In 2017 won het tweede seizoen de Prix Europa voor beste Europese televisiedocumentaire.